# Concertation publique
Pour les articles homonymes, voir Consultation.
 (mars 2015).
La concertation publique est une démarche visant à associer la population à une prise de décision publique.
Cette procédure de plus en plus utilisée s'inscrit dans une tradition démocratique. L'agora athénienne, la révolution communale à l'époque médiévale permet à la bourgeoisie naissante d'être associée à des prises de décision (fiscalité, travaux locaux, etc.) puis les cahiers de doléances au XVIIIe siècle illustrent cette démarche. Ces dernières années, la concertation publique s'est renforcée car, tout à la fois, elle légitime l'action publique, elle illustre la transparence de l'action des décideurs et maîtrise les oppositions frontales tout en adaptant le projet aux attentes des populations concernées.

## Cadre légal
Le cadre légal de la concertation ne cesse de se renforcer, comme l’illustre l’intégration de la Charte de l’environnement dans le bloc de constitutionnalité du droit français en 2004. Ce principe donne droit pour toute personne non seulement « d'accéder aux informations relatives à l'environnement » mais aussi « de participer à l'élaboration des décisions publiques ayant une incidence sur l'environnement ».

### Enquête publique: les premiers pas de la concertation
Dès 1810, la création de l’enquête publique visait, pour défendre les intérêts des propriétaires, à débattre des projets pour prouver l’utilité publique d’une expropriation. Cette concertation d’enregistrement minimum s’est renforcée au fil des ans. La loi Bouchardeau du 12 juillet 1983 relative à la démocratisation de l’enquête publique et à la protection de l’environnement donne une dimension participative, certes limitée, mais bien réelle à l’enquête publique. Celle-ci est rendue obligatoire pour les projets « susceptibles d’affecter l’environnement ». Elle est placée sous le contrôle d’un commissaire enquêteur (voire d’une commission d’enquête pour les projets plus importants). 
L’objectif de l’enquête est d’informer le public sur le projet qui est proposé par la collectivité, et de recueillir ses observations sur un registre spécifiquement mis à sa disposition.
Le commissaire enquêteur tient des permanences et chacun peut venir s’informer du projet en consultant le dossier d’enquête publique et déposer son avis, ses remarques ou propositions.

### En vertu du code de l’urbanisme
Le texte du code de l'urbanisme sur la concertation est très régulièrement utilisé par les villes dans le cadre d’un projet d’aménagement. Quatre catégories de projets sont concernées par ce dispositif :
- L'élaboration ou la révision du schéma de cohérence territoriale ou du plan local d'urbanisme,
- La création d'une zone d'aménagement concerté ZAC,
- Les projets et opérations d'aménagement ou de construction ayant pour effet de modifier de façon substantielle le cadre de vie,
- Les projets de renouvellement urbain

À la différence de celle du plan d'occupation des sols, l’élaboration d’un plan local d'urbanisme implique des participations et des contributions plus larges et plus actives des élus et des acteurs locaux, ainsi que de la population. La commune reste libre de choisir les modalités de concertation qui lui semblent les plus appropriées (article L.123-6 du Code de l’urbanisme), mais doit respecter les engagements annoncés en la matière. Si une réunion publique est annoncée et qu’elle n’est pas organisée, la mairie peut voir sa décision annulée pour défaut de concertation. 
La délibération du conseil municipal est donc essentielle car elle donne un cadre qui doit être respecté alors que les modalités de la concertation engagée peuvent évoluer. La concertation doit toutefois être proportionnée à l’importance et aux enjeux du projet auquel elle se rapporte. La jurisprudence estime que le dépôt en mairie d’un dossier explicatif du projet, accompagné d’un registre permettant le recueil des remarques du public est suffisant. Toute évolution substantielle du projet devra faire l’objet d’une nouvelle concertation.

### Élargissement de son application: la loi SRU
La loi relative à la solidarité et au renouvellement urbain (dite SRU), élargit le champ d’application de l’article L.300-2. Un projet de PLU est désormais soumis obligatoirement à concertation préalable; organisée par le conseil municipal, la concertation doit associer à la définition du projet “les habitants, les associations locales et les autres personnes concernées”. Les modalités de réalisation de la concertation restent à la libre appréciation des communes ou de la personne publique concernée.

## Démarche de concertation publique
Les principes généraux de la démarche se retrouvent dans la Charte de la concertation mise en place par le ministère de l'Aménagement du Territoire et de l'Environnement en 1996 :
- la concertation doit commencer en amont du projet ;
- la concertation doit être aussi large que possible ;
- la concertation est mise en œuvre par les pouvoirs publics ;
- la concertation exige la transparence ;
- la concertation favorise la participation ;
- la concertation s'organise autour de temps forts ;
- la concertation nécessite la présence d'un garant ;
- la concertation fait l'objet de bilans.

La concertation publique se retrouve dans des applications variées :
- la concertation obligatoire. Il s'agit en premier lieu de la démarche classique de l'enquête publique à informer le public sur le projet, recueillir ses appréciations, suggestions ou contre-propositions avant que le projet ne soit définitivement arrêté. Cette loi a été complétée par d'autres dispositifs législatifs : l'article L.300.2 du code de l'urbanisme, la loi de solidarité et de renouvellement urbain (SRU) et la procédure de débat public. "Le cadre législatif est aujourd'hui très ouvert. Il fixe des objectifs et laisse au maître d'ouvrage une grande liberté dans son application."[6] ;
- des initiatives publiques. Les collectivités territoriales, l'État prennent des initiatives dans ce domaine pour associer au mieux les populations concernées. L'agenda 21, les référendums locaux, les conseils de quartier sont des exemples de dispositifs de concertation  qui vont dans ce sens. Les organismes chargés d'une mission d'intérêt général peuvent également être invités à engager ce type de procédure, comme cela a été le cas pour la modernisation du stade de Roland-Garros[7], porté par la Fédération française de tennis ;
- des initiatives privées. De plus en plus souvent, les acteurs privés s'inscrivent dans ce type de procédure afin de favoriser un meilleur partage des projets et une compréhension mutuelle entre riverains, usagers, clients, salariés, etc. C'est le cas notamment de groupes industriels type Powéo, 4gas[réf. nécessaire].

## Utilité de la concertation publique
« L’expérience montre qu’une concertation publique permet aussi bien de présenter, discuter, améliorer et légitimer son projet. » 
Présenter son projet : La concertation passe d’abord par la présentation de son projet. Édition d’un support de présentation, mise en ligne d’un site internet dédié, expositions, organisation de rencontres publiques, mise en place de Forums participatifs… les moyens sont mis en œuvre pour permettre à chacun de s’informer, se documenter et d’avoir des réponses aux nombreuses questions suscitées par le projet. La concertation, c’est d’abord l’information des citoyens.
Améliorer le projet : La Charte de la concertation du Ministère de l’Environnement le rappelle bien : « la concertation commence en amont du projet », quand tout n’est pas figé, quand les choses peuvent évoluer. La plupart des débats publics amènent des décisions qui ne correspondent pas aux projets initiaux.
Répondre aux critiques en amont : La définition d’un projet public, l’évolution d’un territoire et de son organisation créent légitimement des doutes, des craintes et entraînent donc des questions et des oppositions. Celles-ci sont parfois liées à des positionnements politiques, à des jeux de rôle. Les réponses apportées peuvent permettre d’évacuer certaines craintes qui n’ont pas leur raison d’être.

## Structures permanentes de concertation municipale
Ces structures apparaissent bien souvent comme des relais intéressants à associer dans une démarche participative.

### Conseils de quartier
Les conseils de quartier ont été mis en place par la loi Vaillant de 2002, de manière obligatoire dans les communes de plus de 80 000 habitants. Dans ce cas, le conseil municipal est chargé de délimiter les quartiers, le plus souvent en concertation avec les habitants, ainsi que leur composition et leur mode de fonctionnement. Ces conseils, dont les membres ne sont pas élus, jouent avant tout un rôle civique. Les conseils de quartier étant consultatifs, les conseils municipaux ne sont pas tenus de prendre en compte leurs revendications.

### Conseil municipal des jeunes
Certaines communes, afin d'améliorer la concertation avec les jeunes habitants, mettent en place des conseils de jeunes. Ceux-ci ne sont pas obligatoires, et ne sont pas encadrés par la loi. Le conseil municipal est donc libre de définir leur composition, leur mode de fonctionnement, leur rôle et leur mode d’élection.

### Conseils des aînés
De même que pour le conseil des jeunes, le conseil des aînés est facultatif et consultatif. Il est destiné à prendre en compte les intérêts des seniors (les retraités, ou les personnes de plus de 65 ans) dans l'élaboration des politiques municipales. Ce type de conseil est, par exemple associé aux actions concernant les maisons de retraite, les loisirs et animations destinées au troisième âge, les mesures d'aide aux personnes âgées... Étant donné qu'il n'existe pas de réglementation encadrant les conseils des aînés, les membres des conseils des ainés sont désignés de différentes manières : par désignation du conseil municipal, par élection voire par tirage au sort parmi des volontaires.